# IKONOS
IKONOS is een commerciële observatiesatelliet, die beelden van het aardoppervlak kan maken met een hoge resolutie van 1 of 4 meter: 4 meter in multispectrale modus en 1 meter in panchromatische modus. In de multispectrale modus zijn er vier radiometrische kanalen beschikbaar: drie in het zichtbare spectrum en één in het nabij-infraroodspectrum.
De naam IKONOS komt van het Griekse woord voor "beeld". De satelliet is eigendom van de firma Space Imaging Inc. in de Verenigde Staten, die de foto's genomen door de satelliet verkoopt via verdelers in diverse landen. De satelliet kan ook door klanten "gereserveerd" worden om beelden van een bepaald gebied te maken in een gewenste periode.
De lancering van een eerste satelliet, IKONOS-1, op 27 april 1999, mislukte; IKONOS-2 (later gewoon IKONOS genoemd) werd met succes gelanceerd op 24 september 1999 vanop de Vandenberg Air Force Base in Californië met een Athena draagraket.
De satelliet heeft een polaire omloopbaan op 681 km hoogte; de omlooptijd bedraagt 98 minuten. Hierdoor kan hij van elk deel van het aardoppervlak na 1,5 tot 3 dagen nieuwe beelden maken. De sensoren aan boord van de satelliet bestrijken een breedte van 11 km op het aardoppervlak.
Men kan IKONOS-beelden van Vlaanderen bekijken op de website van GIS-Vlaanderen.